# Unione Sportiva Bari 1929-1930
Questa pagina raccoglie i dati riguardanti l'Unione Sportiva Bari nelle competizioni ufficiali della stagione 1929-1930.

## Stagione
Il primo campionato "cadetto" a girone unico del Bari fu caratterizzato dall'ottimo andamento casalingo (campo imbattuto e solo 2 punti concessi agli avversari in due pareggi) controbilanciato da un pessimo andamento esterno (solo 4 punti conseguiti con una vittoria e 2 pareggi), con il risultato finale del 9º posto, al centro esatto della classifica. Una nota triste fu il drammatico infortunio del venticinquenne barese Antonio Lella che nella trasferta del gennaio 1930 a Fiume, in seguito a un calcio ricevuto nell'addome, riportò una lesione al polmone destro.

## Organigramma societario
Area direttiva
- Presidente: Rag. Alfredo Atti

Area tecnica
- Allenatore: Josef Uridil

## Divise
Le divise per la stagione '29-'30 sono state le seguenti:
| Prima divisa | Seconda divisa |

## Rosa
| N. |                   | Ruolo | Calciatore            |
| -- | ----------------- | ----- | --------------------- |
|    | Italia (bandiera) | P     | Mario Bossi           |
|    | Italia (bandiera) | P     | Libero Lodolo         |
|    | Italia (bandiera) | P     | Natale Montaldo       |
|    | Italia (bandiera) | D     | Giovanni Martiradonna |
|    | Italia (bandiera) | D     | Antonio Lella         |
|    | Italia (bandiera) | D     | Vito Minunno          |
|    | Italia (bandiera) | D     | Luigi Rivolta         |
|    | Italia (bandiera) | D     | Giuseppe Ronca        |
|    | Italia (bandiera) | D     | Rodolfo Tomich        |
|    | Italia (bandiera) | C     | Pio Roberto Alice     |
|    | Italia (bandiera) | C     | Domenico Amitrani     |

| N. |                   | Ruolo | Calciatore          |
| -- | ----------------- | ----- | ------------------- |
|    | Italia (bandiera) | C     | Domenico Dentamaro  |
|    | Italia (bandiera) | C     | Giuseppe Scategni   |
|    | Italia (bandiera) | A     | Piero Bottaro       |
|    | Italia (bandiera) | A     | Raffaele Costantino |
|    | Italia (bandiera) | A     | Gaetano De Marzo    |
|    | Italia (bandiera) | A     | Pasquale Petrillo   |
|    | Italia (bandiera) | A     | Francesco Rastelli  |
|    | Italia (bandiera) | A     | Luigi Recalcati     |
|    | Italia (bandiera) | A     | Raffaele Rossini    |
|    | Italia (bandiera) | A     | Angiolino Salonna   |

## Risultati

### Serie B

#### Girone d'andata
| Arbitro: | Rovida (Milano) |

|                 |           |              |
| D. Gay 35’, 61’ | Marcatori | 80’ Scategni |

| Arbitro: | Bruna (Venezia) |

|                                                       |           |  |
| Rastelli 5’, 60’ Bottaro 52’, 56’, 65’ Costantino 66’ | Marcatori |  |

| Arbitro: | Ciamberlini (Genova) |

|                                                                  |           |            |
| Bottaro 4’ Scategni 7’ Recalcati 41’ Rastelli 48’ Costantino 50’ | Marcatori | 66’ Gorini |

| Arbitro: | Sani (Ferrara) |

|                     |           |                |
| Baccilieri 25’, 61’ | Marcatori | 40’ Costantino |

| Arbitro: | Giulini (Lodi) |

|                  |           |             |
| Patuzzi 50’, 70’ | Marcatori | 1’ Scategni |

| Arbitro: | Guarnieri (Milano) |

|                |           |  |
| Costantino 15’ | Marcatori |  |

| Arbitro: | Quilleri (Brescia) |

|                   |           |               |
| Tomich 20’ (aut.) | Marcatori | 37’ Recalcati |

| Arbitro: | Tassinari (Firenze) |

|                                   |           |  |
| Costantino 25’, 48’ Recalcati 67’ | Marcatori |  |

| Arbitro: | Caironi (Milano) |

|               |           |  |
| Locatelli 22’ | Marcatori |  |

| Arbitro: | Gonani (Ravenna) |

|                                            |           |  |
| Rastelli 25’ Bottaro 26’ Amitrani 71’, 76’ | Marcatori |  |

| Arbitro: | Ferro (Milano) |

|                             |           |  |
| Buschi 52’ F. Simonetti 81’ | Marcatori |  |

| Arbitro: | Scorzoni (Bologna) |

|                                                                |           |             |
| Vecchi 9’ (aut.) Bottaro 14’, 79’, 80’, 85’ Recalcati 51’, 83’ | Marcatori | 27’ Bertini |

| Arbitro: | Barlassina (Novara) |

|                                  |           |  |
| Olmi 18’ Luchetti 29’ Rivolo 80’ | Marcatori |  |

| Fiume 19 gennaio 1930, ore 15:00 14ª giornata | Fiumana           | 0 – 0 | Bari | Stadio Cantrida\| Arbitro: \| Enrietti (Torino) \| |
| Arbitro:                                      | Enrietti (Torino) |       |      |                                                    |

| Arbitro: | Sassi (Roma) |

|                                                                   |           |  |
| Costantino 3’ Scategni 4’, 25’, 30’ Bottaro 17’, 21’ Amitrani 54’ | Marcatori |  |

| Arbitro: | Tagliabue (Milano) |

|                                                                 |           |  |
| Mariani 30’ A. Galli 32’ Versaldi 57’ Marchetti 77’ Ravetta 80’ | Marcatori |  |

| Arbitro: | Brighenti (Trento) |

|                        |           |  |
| Scategni 39’, 60’, 75’ | Marcatori |  |

#### Girone di ritorno
| Arbitro: | Bruna (Venezia) |

|                                                                 |           |  |
| Scategni 23’, 30’, 51’ Recalcati 65’ Costantino 67’ Bottaro 78’ | Marcatori |  |

| Arbitro: | D'Alessandro (Vercelli) |

|             |           |  |
| Bertoli 55’ | Marcatori |  |

| Arbitro: | Mastellari (Bologna) |

|                                                |           |             |
| G. Rossi 10’, 25’ Bonello 59’ Giuge 82’ (rig.) | Marcatori | 41’ Bottaro |

| Arbitro: | De Crescenzo (Napoli) |

|                   |           |  |
| Scategni 65’, 87’ | Marcatori |  |

| Arbitro: | Tassinari (Firenze) |

|                                                |           |  |
| Bottaro 30’ Rastelli 59’ Costantino 69’ (rig.) | Marcatori |  |

| Arbitro: | Zorzi (Venezia) |

|                                 |           |              |
| De Marchi 20’ (rig.) Mattea 56’ | Marcatori | 82’ Scategni |

| Arbitro: | Ferretti (Novi Ligure) |

|                                                   |           |            |
| Costantino 31’ Alice 35’ Scategni 75’ Rossini 85’ | Marcatori | 8’ Aliatis |

| Arbitro: | Giulini (Lodi) |

|                                   |           |           |
| Montanari 4’ Gorla 12’ Pilati 69’ | Marcatori | 83’ Alice |

| Arbitro: | Guarnieri (Milano) |

|                               |           |  |
| Bottaro 15’, 89’ Rastelli 34’ | Marcatori |  |

| Arbitro: | Melandri (Savona) |

|            |           |  |
| Gruppo 28’ | Marcatori |  |

| Bari 25 maggio 1930, ore 15:00 28ª giornata | Bari                 | 0 – 0 | Atalanta | Campo degli Sports\| Arbitro: \| Pessato (Monfalcone) \| |
| Arbitro:                                    | Pessato (Monfalcone) |       |          |                                                          |

| Arbitro: | Mazzarini (Roma) |

|             |           |  |
| Bertini 55’ | Marcatori |  |

| Arbitro: | Mastellari (Bologna) |

|                           |           |                |
| Bottaro 5’ Costantino 88’ | Marcatori | 31’ Baldinotti |

| Arbitro: | Sassi (Roma) |

|                                               |           |                  |
| Bottaro 43’ Costantino 48’, 80’ Recalcati 85’ | Marcatori | 51’, 63’ Zuliani |

| Arbitro: | Gandolfi (Torino) |

|                 |           |                                         |
| C. Miliotti 69’ | Marcatori | 30’ Scategni 47’ Rossini 80’ Costantino |

| Arbitro: | Mazzarini (Roma) |

|              |           |             |
| Rastelli 87’ | Marcatori | 29’ Ravetta |

| Arbitro: | De Crescenzo (Napoli) |

|                 |           |              |
| Girino 18’, 35’ | Marcatori | 85’ Scategni |

## Statistiche

### Statistiche di squadra
| Competizione | Punti | In casa | In casa | In casa | In casa | In casa | In casa | In trasferta | In trasferta | In trasferta | In trasferta | In trasferta | In trasferta | Totale | Totale | Totale | Totale | Totale | Totale | DR  |
| Competizione | Punti | G       | V       | N       | P       | Gf      | Gs      | G            | V            | N            | P            | Gf           | Gs           | G      | V      | N      | P      | Gf     | Gs     | DR  |
| ------------ | ----- | ------- | ------- | ------- | ------- | ------- | ------- | ------------ | ------------ | ------------ | ------------ | ------------ | ------------ | ------ | ------ | ------ | ------ | ------ | ------ | --- |
| Serie B      | 36    | 17      | 15      | 2       | 0       | 61      | 7       | 17           | 1            | 2            | 14           | 11           | 33           | 34     | 16     | 4      | 14     | 72     | 40     | +32 |

### Statistiche dei giocatori
| Giocatore       | Serie B  | Serie B |
| Giocatore       | Presenze | Reti    |
| --------------- | -------- | ------- |
| R. Alice        | 32       | 1       |
| D. Amitrani     | 7        | 3       |
| M. Bossi        | 21       | 0       |
| P. Bottaro      | 30       | 19      |
| R. Costantino   | 32       | 13      |
| G. De Marzo     | 11       | 0       |
| D. Dentamaro    | 4        | 0       |
| A. Lella        | 13       | 0       |
| L. Lodolo       | 13       | 0       |
| G. Martiradonna | 2        | 0       |
| V. Minunno      | 13       | 0       |
| N. Montaldo     | 8        | 0       |
| P. Petrillo     | 1        | 0       |
| F. Rastelli     | 34       | 7       |
| L. Recalcati    | 25       | 7       |
| L. Rivolta      | 30       | 0       |
| G. Ronca        | 31       | 0       |
| R. Rossini      | 6        | 3       |
| A. Salonna      | 3        | 0       |
| G. Scategni     | 27       | 18      |
| R. Tomich       | 31       | 0       |